# Wahlen 1855
◄◄ | ◄ | 1851 | 1852 | 1853 | 1854 | Wahlen 1855 | 1856 | 1857 | 1858 | 1859 | ► | ►►

Weitere Ereignisse
Die Liste der Wahlen 1855 umfasst Parlamentswahlen, Präsidentschaftswahlen, Referenden und sonstige Abstimmungen auf nationaler und subnationaler Ebene, die im Jahr 1855 weltweit abgehalten wurden.
Das damalige Wahlrecht entsprach typischerweise nicht den Wahlrechtsgrundsätzen der direkten, geheimen und gleichen Wahl. Zeittypisch waren oft nur kleine Teile der Bevölkerung wahlberechtigt, ein Frauenwahlrecht war nicht gegeben.

## Termine
| Land               | Datum    | Link zur Wahl 1855            | Link zur letzten Wahl | Bemerkung |
| ------------------ | -------- | ----------------------------- | --------------------- | --------- |
| Vereinigte Staaten | November | Gouverneurswahl in Texas 1855 | 1853                  |           |